# David, el gnomo

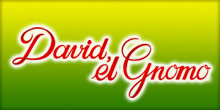

David, el Gnomo (em Portugal intitulado David, o Gnomo) é uma série de desenhos animados espanhola, emitida originalmente pela primeira vez em 1988, que narra as aventuras no bosque do gnomo David e a sua família, com um importante componente educativa em temas como ecologia, amizade e justiça.
A série é baseada nos livros De oproep der Kabouters e Leven en werken van de Kabouter, dos neerlandeses Will Huygen e Rien Poortvliet, escritor e ilustrador, respectivamente. A série foi ao ar durante 1985 com 26 episódios e foi produzida pela BRB Internacional, posteriormente ganhando uma adaptação na América do Norte pela Cinar. Teve outra série spin-off chamada Wisdom of the Gnomes que foi ao ar entre 1987 e 1988 também com 26 episódios.
No Brasil, foi exibido no SBT através dos programas infantis Eliana e Cia, Sessão Desenho e Sábado Animado.

## Episódios
- Ver também: Lista de episódios de David, el gnomo